# Вохтозеро
Во́хтозеро (карел. Vuohtjärvi) — деревня в составе Петровского сельского поселения Кондопожского района Республики Карелия Российской Федерации.

## Название
карел. Vuahti — пена, карел. järvi — озеро.

## Общие сведения
Расположена на северо-западном берегу озера Вохтозеро.

## История
По сведениям на 1911 год в Вохтозере действовало одноклассное училище. Учитель этого училища Кузьма Иванович Дмитриев в 1901—1902 годах записал былины от местной сказительницы Настасьи Степановны Богдановой, благодаря чему она получила широкую известность.
20 июня 1933 года постановлением Карельского ЦИК в деревне была закрыта церковь.
В деревне находятся памятники истории:
- Дом, в котором родился Герой Советского Союза В. М. Филиппов (1921—1944)
- Дом, в котором в 1936—1966 годах жила народная сказительница А. Ф. Никифорова (1888—1971)
- Могила народной сказательницы Анастасии Фёдоровны Никифоровой

## Памятники природы
В 5 км на север от деревни расположен государственный региональный болотный памятник природы — Болото у деревни Вендюры площадью 1115,3 га, ценный ягодник клюквы и морошки.
В 4,5 км на северо-запад от деревни расположен государственный региональный болотный памятник природы — Болото Шубинское площадью 22,0 га, ценный ягодник крупноплодных форм клюквы.

## Население
Численность населения в 1905 году составляла 133 человека.
| 2002 | 2009 | 2010 | 2013 |
| ---- | ---- | ---- | ---- |
| 37   | ↘17  | ↘15  | ↘13  |

## Известные уроженцы
- Хрисанфов, Николай Васильевич (1898—1938) — карельский поэт, переводчик.
- Филиппов, Василий Макарович (1921—1944) — Герой Советского Союза.